# Le Pietre Nere
Le Pietre Nere costituiscono un gruppo di scogli italiani siti nel mar Ionio, in Sicilia.
Amministrativamente appartengono a Giardini-Naxos, comune italiano della città metropolitana di Messina. Si trovano non lontano dalla foce del fiume Alcantara, poco a sud di capo Schisò, nei pressi della spiaggia dei Greci e del parco archeologico di Naxos.